# Grace Buzu
Grace Buzu (née le 6 octobre 1968) est une athlète ougandaise.

## Biographie
Grace Buzu est médaillée de bronze du relais 4 × 400 mètres aux Jeux africains de 1987 à Nairobi.
Aux Championnats d'Afrique 1988 à Annaba, elle obtient une médaille d'or sur le relais 4 × 400 mètres.
Elle dispute les Jeux olympiques d'été de 1988 à Séoul, où elle dispute les séries du relais 4 × 100 mètres.
Sur le plan national, elle est sacrée championne d'Ouganda du 400 mètres haies en 1986.